# معهد الدراسات العليا والبحوث (جامعة الإسكندرية)
معهد الدراسات العليا والبحوث التابع لجامعة الإسكندرية أٌنشأ بموجب قرار رئيس الجمهورية رقم 139 في يونيو 1983 والخاص بتعديل بعض أحكام اللائحة التنفيذية للقانون رقم 49 لسنة 1972م بشأن تنظيم الجامعات، حيث تضمن القرار إنشاء معهد الدراسات العليا والبحوث. بالاشتراك مع هيئة اليونسكو وبرنامج الأمم المتحدة الإنمائي بهدف تشجيع البحث العلمي.

## أقسام المعهد[3]

### الدراسات البيئية
يهتم قسم الدراسات البيئية بدراسة البيئة من منظور قائم على الدراسات البينية والمتداخلة، بهدف إنتاج أبحاث تطبيقية تخدم قضايا البيئة بشكل عام في مجالات مختلفة منها تقييم النظم البيئية والحفاظ على توازنها، وتأثيرات التغيرات البيئية، والملوثات وتأثيراتها على الأنظمة الحية وغير الحية، وإدارة المخاطر البيئية، والتغيرات المناخية وتأثيراتها وتحسين إدارة الموارد الطبيعية.

### قسم علوم المواد
يهتم قسم علوم المواد بالتحليل الحراري وتصنيع الخلايا الشمسية والقياس بواسطة الأشعة تحت الحمراء، الكيمياء الضوئية ومواد البناء وترميم الآثار وكيمياء وفيزياء البوليمرات، وإعادة تدوير البوليمرات والتآكل ودراسة الفخار، ويساعد القسم وجود معامل الخلايا الشمسية والبوليمرات والتآكل، ومواد البناء وهندسة المواد وكذلك معامل الغرويات والطفلة والكيمياء الجزيئية، وكان للقسم الدور الأكبر في إنشاء الجمعية العربية لعلوم المواد

### قسم التكنولوجيا الحيوية
يهتم قسم التكنولوجيا الحيوية باستخدام المخلفات البيئية عن طريق توظيف ميكروبات معدلة وراثياً، وعزل عوامل وراثية مسئولة عن إنتاج إنزيمات مهمة صناعياً، وإستخدام التكنولوجيا الحيوية في المقاومة الحيوية والتخلص الحيوى من المعادن الثقيلة الموجودة في الماء، والتشخيص الجزيئي لبعض أمراض الإنسان والحيوان والنبات، ويساعد القسم وجود معمل الإنزيمات والتشخيص الجزيئي ومعمل التكنولوجيا الحيوية ومعمل المقاومة الحيوية.

### تكنولوجيا المعلومات
يهتم قسم تكنولوجيا المعلومات باستخدام التقنيات الحديثة لتأمين الشبكات والمعلومات والتنقيب عن البيانات المصورة وإستخدام تقنيات الإنترنت لتحسين أداء الإتصال عن بعد، ويساعد القسم وجود معمل الحاسب الآلي ونظم إدارة المعلومات ونظم البيانات.

## وصلات خارجية
- الموقع الرسمي للمعهد.
- الصفحة الرسمية للمعهد على موقع فيس بوك.